# Neopragmatismo
Neopragmatismo, a veces llamado el pragmatismo lingüístico es un término moderno para una filosofía que vuelve a introducir muchos conceptos de pragmatismo. El Diccionario Blackwell de la filosofía occidental (2004) define el "neopragmatismo" como "una versión posmoderna del pragmatismo desarrollada por el filósofo norteamericano Richard Rorty y la inspiración de autores como John Dewey, Martin Heidegger, Wilfrid Sellars, Quine, y Jacques Derrida ". 
La base de esta filosofía radica en el rechazo de las nociones de verdad universal, fundacionalismo epistemológico, representacionalismo y objetividad epistémica. Mientras que el pragmatismo tradicional se centra en la experiencia, Rorty se centra en el lenguaje. Es un enfoque nominalista que niega que los tipos naturales y entidades lingüísticas tienen implicaciones ontológicas sustantivas. En neopragmatismo el lenguaje depende de su uso, y el significado es producido por el uso de palabras de maneras familiares. Uno mismo se considera como una "red sin centro de las creencias y deseos". Rorty niega que el objeto de las ciencias humanas se pueda estudiar de la misma forma que se estudian las ciencias naturales.
Esta filosofía se ha asociado con una variedad de otros pensadores incluyendo Hilary Putnam, W.V.O. Quine, Donald Davidson y Stanley Fish, aunque ninguno de estos autores se han autodenominado a sí mismos "neopragmáticos".

## Antecedentes

### Influencias "Anglo-analíticas"
Los neopragmatistas, particularmente Rorty y Putnam, se basan en las ideas de los pragmatistas clásicos como Charles Sanders Peirce, William James y John Dewey. Putnam, en Words and Life (1994) enumera las ideas en la tradición pragmatista clásica, que los nuevos pragmáticos encuentran más convincentes. Parafraseando a Putnam:
1. Escepticismo completo (la idea de que la creencia en el escepticismo filosófico requiere apenas tanto la justificación como otras creencias);
2. Falibilismo (la opinión de que no hay garantías metafísicas en contra de la necesidad de revisar la creencia);
3. Antidualismo sobre "hechos" y "valores";
4. Esa práctica, correctamente interpretado, es primordial en la filosofía. (WL 152)

Neopragmatismo se distingue del pragmatismo clásico (el pragmatismo de James, Dewey, Pierce, y Mead), principalmente a la influencia del giro lingüístico en la filosofía que se produjo a principios y mediados del siglo XX. El giro lingüístico en la filosofía reduce charla de la mente, las ideas y el mundo con el lenguaje y el mundo. Los filósofos dejaron de hablar sobre las ideas o conceptos se puede tener presente en la mente de uno y empezó a hablar de la "lengua mental" y términos utilizados para emplear estos conceptos. A principios de los filósofos del siglo XX del lenguaje (por ejemplo, AJ Ayer, Bertrand Russell, GE Moore) pensó que analizar el lenguaje provocaría la llegada de significado, la objetividad, y en última instancia, la verdad en relación con la realidad externa. En esta tradición, se pensaba que la verdad se obtenía cuando los términos lingüísticos están en una relación de correspondencia adecuada a los objetos no lingüísticos (esto puede ser llamado "representacionalismo"). La idea era que para que una declaración o proposición sea verdadera debe dar hechos que corresponden a lo que es realmente presente en la realidad. Esto se conoce como la teoría de la correspondencia de la verdad y ha de distinguirse de una concepción neo-pragmática de la verdad.
Hubo muchas preguntas filosóficas durante la mitad del siglo XX que comenzaron a socavar la legitimidad de la metodología de los primeros filósofos anglo-analíticas de lenguaje. W.V.O. Quine en Word and Object, publicado originalmente en 1960, atacó la noción de nuestros conceptos tengan alguna fuerte correspondencia con la realidad. Quine abogó por la relatividad ontológica que ataca la idea de que el lenguaje nunca podrá describir o pintar un cuadro puramente no-subjetiva de la realidad. Más específicamente, la relatividad ontológica es la tesis que dice que las cosas que creemos que existen en el mundo son totalmente dependientes de nuestros idiomas, "mentales" subjetivos. Un "lenguaje mental" es simplemente la forma en que las palabras que denotan conceptos en nuestra mente se asignan a los objetos del mundo.
El argumento de Quine de la relatividad ontológica se podría resumir de la siguiente manera:
1. Todas las ideas y percepciones sobre la realidad se dan en nuestra mente en términos de nuestra propia lengua mental.
2. Los idiomas Mentales especifican cómo son los construidos los objetos en el mundo a partir de nuestros datos de los sentidos.
3. Diferentes idiomas mentales especifican diferentes ontologías (diferentes objetos existentes en el mundo).
4. No hay manera de traducir perfectamente entre dos lenguas mentales diferentes: siempre habrá varias maneras, consistentes en que los términos en cada idioma se pueden asignar en el otro.
5. Realidad aparte de nuestras percepciones de que se puede considerar que constituyen una verdadera, lenguaje objeto, es decir, el idioma es el que especifica cómo realmente son las cosas.
6. No hay diferencia en la traducción entre dos lenguas mentales como la traducción entre el lenguaje objeto de la realidad y lenguaje mental propia de uno.
7. Por tanto, como no hay forma objetiva de traducción entre dos lenguas mentales (sin mapeo uno a uno de los términos en uno a un acuerdo en el otro) no hay manera de traducir de manera objetiva (o accesorio) la verdadera, la lengua objeto de la realidad en nuestro propio lenguaje mental.
8. Y por lo tanto, hay muchas ontologías (posiblemente un número infinito) que se llevarán a cabo sistemáticamente para representar la realidad.

El argumento anterior es una reminiscencia del tema en neopragmatismo en contra de la teoría de imagen de la lengua, la idea de que el objetivo de la investigación es la de representar la realidad correctamente con la propia lengua.
- Un segundo filósofo crítico influyente a la neo-pragmático es Thomas Kuhn que argumentó que nuestros lenguajes para la representación de la realidad, o lo que él llama "paradigmas", solo son buenos en tanto estos producen posibles experimentos y observaciones futuras. 
  - Kuhn, al ser un filósofo de la ciencia, argumentó en The Structure of Scientific Revolutions[4] que "el progreso científico" era una especie de un nombre poco apropiado; 
    - para Kuhn, hacemos progreso en la ciencia cada vez que tiramos de viejos paradigmas científicos con sus conceptos y métodos asociados a favor de los nuevos paradigmas que ofrecen nuevos experimentos por hacer y nuevas ontologías científicos.
    - Para Khun los electrones existen en tanto son útiles para proporcionarnos nuevos experimentos que permitirán de descubrir más sobre el nuevo paradigma que hemos descubierto.
    - Kuhn cree que los diferentes paradigmas postulan diferentes cosas existentes en el mundo y por lo tanto son inconmensurables entre sí.
    - Otra forma de ver esto es que los paradigmas describen nuevos lenguajes que permiten describir el mundo de nuevas maneras.
    - Kuhn era un falibilista; él creía que todos los paradigmas científicos (por ejemplo, la mecánica clásica de Newton, la relatividad de Einstein) se debe asumir de comienzo, en general, como falso por un tiempo, ya que esto da a los científicos nuevas ideas para jugar con el nuevo descubrimiento.
    - Del falibilismo Kuhn, el holismo, el énfasis en la inconmensurabilidad, e ideas acerca de la realidad objetiva son temas que aparecen a menudo en los escritos neopragmatista.

Wilfrid Sellars argumentó en contra de la justificación fundamentalista en la epistemología y, por tanto, también fue muy influyente para los neopragmatistas especialmente Rorty.

### Influencia "Continental"
Filósofos como Derrida y Heidegger y sus puntos de vista sobre el lenguaje han sido muy influyentes en pensadores neopragmatista como Richard Rorty.

### Wittgenstein y los juegos de lenguaje
- Ludwig Wittgenstein en las Philosophical Investigations[6] argumenta, en contra de sus ideas anteriores en el Tractatus Logico-Philosophicus,[7] que el papel de la lengua no es describir la realidad, sino más bien para llevar a cabo ciertas acciones en las comunidades. El juego de lenguaje es el concepto Wittgenstein utiliza para enfatizar esto. Wittgenstein cree que más o menos:
  - Idiomas se utilizan para obtener ciertos fines dentro de las comunidades.
  - Cada idioma tiene su propio conjunto de reglas y objetos a que se refiere.
  - Al igual que los juegos de mesa tienen reglas que guían lo que mueve pueda hacerse también lo hacen lenguas dentro de las comunidades donde los movimientos que se realizan dentro de un juego de lenguaje son los tipos de objetos que se pueden hablaban de manera inteligible.
  - Dos personas que participan en dos juegos de lenguaje diferentes, no se puede decir que se comuniquen de ninguna manera relevante.
- Muchos de los temas que se encuentran en Wittgenstein se encuentran en neopragmatismo. 
  - El énfasis de Wittgenstein sobre la importancia de "uso" en el lenguaje para lograr objetivos comunes y los problemas asociados con tratar de comunicarse entre dos juegos de lenguaje diferentes encuentra muchos adeptos en los escritos neopragmatista.

## Richard Rorty y anti-representacionalismo
Richard Rorty fue influenciado por James, Dewey, Sellars, Quine, Kuhn, Wittgenstein, Derrida y Heidegger. 
- Encontró implicaciones comunes en los escritos de muchos de estos filósofos. 
  - A saber, que él cree que estos filósofos eran todos, de un modo u otro, tratando de golpear en la tesis de que nuestra lengua no representa las cosas en la realidad de ninguna manera relevante. En lugar de situar nuestra lengua en formas con el fin de hacer las cosas bien o correcta Rorty dice en la introducción al primer volumen de sus trabajos filosóficos que debemos creer que las creencias son solo hábitos con los que utilizamos para reaccionar y adaptarse al mundo.[8] Para Rorty hacer las cosas bien, ya que son "en sí mismos" no sirve para nada si no completamente sin sentido.

En 1995 Rorty escribió: "Yo linguisticize tantos filósofos pre-lingüística de vuelta como pueda, para leerlos como profetas de la utopía en la que se han disuelto todos los problemas metafísicos, y la religión y la ciencia han cedido su lugar a la poesía. "
Rorty y pragmatismo: El Filósofo Responde a sus críticos, editado por Herman J. Saatkamp (Nashville: Vanderbilt University Press, 1995).
Esta estrategia de "giro lingüístico" pretende evitar lo que Rorty ve como los esencialismos ("verdad", "realidad", "experiencia") todavía existentes en el pragmatismo clásico. Rorty escribe:
- "La filosofía analítica, gracias a su concentración en el lenguaje, fue capaz de defender ciertas tesis pragmatistas cruciales mejor que los mismos James y Dewey. [...] Al centrar nuestra atención en la relación entre el lenguaje y el resto del mundo en lugar de entre la experiencia y la naturaleza, la filosofía analítica post-positivista fue capaz de hacer una ruptura más radical con la tradición filosófica ".[9]

## Neopragmatismo a diferencia del idealismo y el relativismo epistémico
- Una forma de entender la motivación y las áreas de trabajo de la neopragmatista es entender cómo el neopragmatismo (y pragmatismo en general) se distingue tanto del idealismo y del relativismo. 
  - Neopragmatismo debe distinguirse del idealismo principalmente en el hecho de que no le gusta el idealismo creer que lo que es en realidad en el mundo se ve afectado de ninguna manera por lo que los individuos creen que le afecten.
  - Neopragmatismo sostiene la doctrina de una realidad independiente de la mente y al mismo tiempo sostener que este mundo no es cognoscible en el sentido cartesiano clásico de la palabra "conocer". La vista la realidad independiente de la mente neopragmatista influir causalmente mente de la gente, pero de cualquier manera que la influencia puede estar en la mente individual es hasta el individuo.
  - Neopragmatismo debe distinguirse del relativismo epistémico de la fuerza de la idea de que para ser un relativista epistémica uno debe estar preocupado por conseguir una de las ideas "correctas" en relación con la realidad.
  - La tesis neopragmatista considera que se trata de una preocupación que no sirve de nada y por lo tanto va a ser desechada.
  - Los neopragmatistas sostienen que no tiene sentido hablar de conseguir una realidad cierta debido al hecho de que esto añade ninguna utilidad para hacerlo.
  - El neopragmatista tiene que ver con las creencias en desarrollo y los hábitos que le permiten a uno a adaptarse al entorno de uno con el éxito en lugar de generar imágenes utilizadas para describir la realidad.
  - Desde neopragmatismo se carece de cualquier preocupación por la generación de imágenes descriptivas de la realidad toda la cuestión del relativismo epistémico no tiene sentido.